# 埃貝爾三世 (韋爾芒杜瓦)
埃貝爾三世（法語：Herbert III de Vermandois，953年—1015年），韋爾芒杜瓦伯爵，阿爾貝一世之子，987年至1015年在位。

## 子嗣
1. 奧東（979年—1045年）
2. 西蒙（—986年後），早逝